# Майшягала
Майшягала (лит. Maišiagala) — местечко на территории самоуправления Вильнюсского района, до 1915 года местечко Виленского уезда Виленской губернии. Располагается в 25 км к северо-западу от Вильнюса. Через Майшагалу пролегает автомагистраль A2 (Европейский маршрут E272) Вильнюс — Паневежис.

## Название
Важное в различных аспектах поселение довольно часто упоминается в различных исторических источниках. В частности, в прусских хрониках встречаются формы Mitczegalle (1254), Meyszegale (1364), Meisegale (1365), Masgallen (1366), Maysegal (1385), Meischengallen (1390), в Литовском Статуте — у Мойшокголе (1442), въ Мойшакогоиле (1486), до Мойшакголы (1564), в инвентарях XVI века — dąmbrowy moyszagolskie, od ziem moyszagolskich (1554). В русском языке закрепилась форма Мейшагола, в польском — Mejszagoła. Название составное, выводится из реконструированного антропонима Maišys и слова galas, означающего «конец, край» (аналогичные топонимы: Лекнагала (лит. Lieknagala), Рамигала, Тарнагала (лит. Tarnagala) и другие) и его первоначальное значение «конец Майшиса», «угол Майшиса». По народной этимологии название появилось, когда при сооружении здесь городища у человека, нёсшего мешок с землёй на вершину холма, мешок порвался и человек вскричал: «Мешку конец!» („Maišui galas!“).

## История

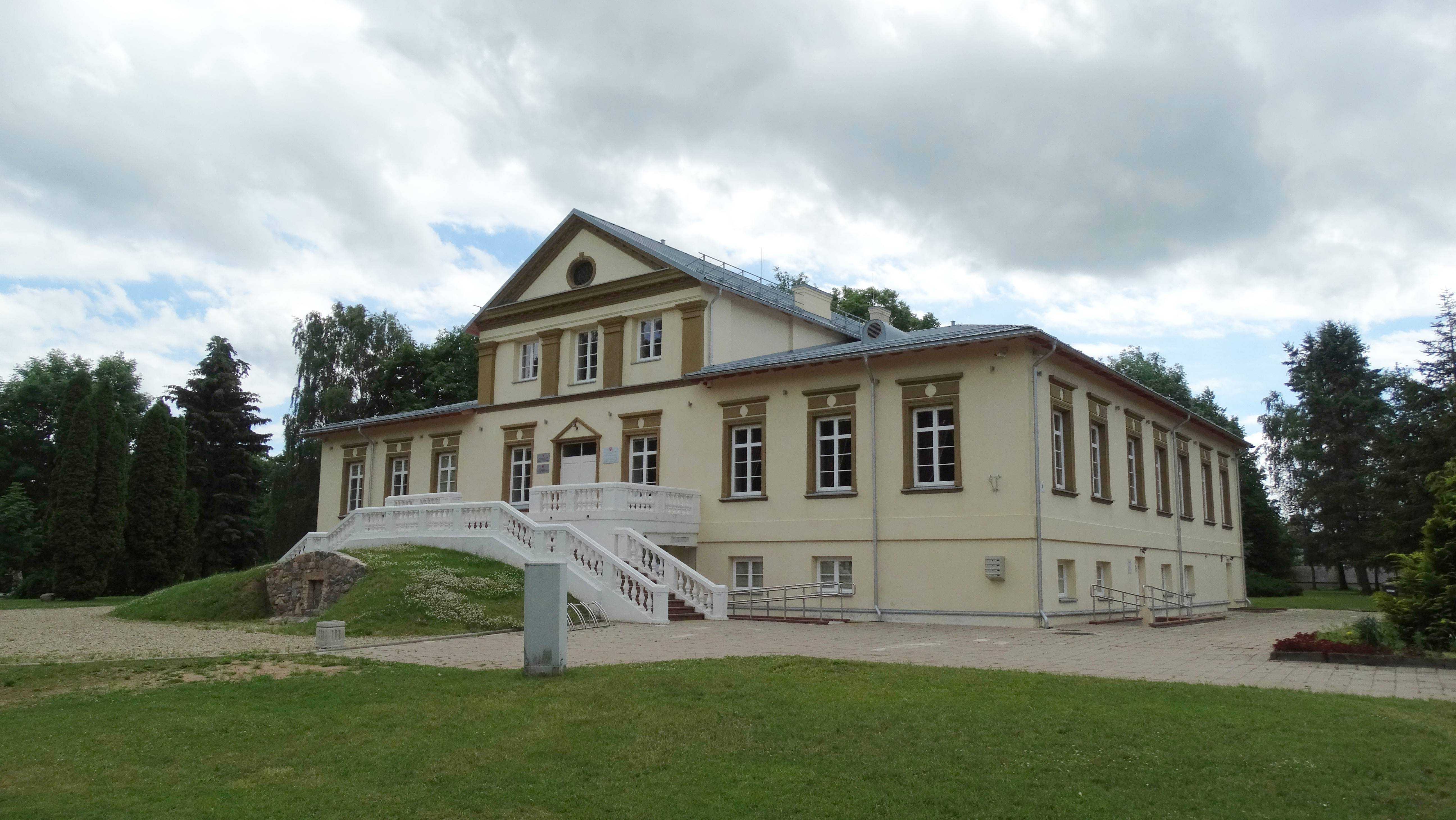
Усадьба в Майшягале

Упоминаемый в документах 1365 и 1390 годов деревянный майшагальский замок относился к внутреннему кольцу обороны столицы, прикрывая подходы к Вильнюсу с севера. Согласно историческим источникам, в 1377 году в лесу под Майшагалой был похоронен великий князь литовский Ольгерд (Альгирдас). С 1385 года упоминается в описаниях походов крестоносцев, а также в датируемом 1387—1392 годами Списке городам русским.
В 1387 году при крещении Литвы в Майшагале были основаны один из первых костёлов и приходов. В 1486 году упоминается как местечко, с 1521 года — как город. В 1528 году действовал рынок и 39 торговых лавок. Во второй половине XVI века замок и поселение сгорели. Примерно с 1589 года местечко, перестроенное по прямоугольному плану. С 1782 года действовала приходская школа. В 1792 году Майшагале предоставлены права города. Имелся еврейский молитвенный дом.
Майшагала была владением великих князей литовских. До последней четверти XVIII века Майшагалой владели Нарбуты, Сапеги, Тизенгаузы, позднее — епископ виленский Игнацы Якуб Масальский, Гоувальты.
Во время восстания 1830—1831 годов у Майшагалы действовали повстанцы. В 1861—1950 годах была волостным центром. В 1919—1920 годах под Майшагалой проходили упорные бои литовских и польских воинских частей. В 1920—1939 годах Майшагала входила в Виленский край, инкорпорированный в состав польского государства. 27 октября 1939 года через Майшагалу в Вильнюс, переданный Литве по «Договору о передаче Литовской Республике города Вильно и Виленской области и о взаимопомощи между Советским Союзом и Литвой», вошли литовские части.

## Герб
В 1994 году восстановлен герб Майшагалы (по привилегии 1792 года), с изображением святого Антония.

## Население
Во время Второй мировой войны в середине июля и 15—16 августа 1941 года были уничтожены евреи Майшагалы. В 1833 году было 243 жителя, в 1861 году — 525, в 1897 году — 920, в 1919 году — 771, в 1930 году — около 800, в 1959 году — 752, в 1970 году — 1235, в 1979 году — 1269, в 1989 году — 1740, в 2001 году — 1634 жителя. В настоящее время насчитывается 1852 жителя (2007), по переписи населения 2011 года жителей значится 1636.

## Известные уроженцы, жители
Баркияху, Мордехай (1882—1959) — один из первых врачей Эрец-Исраэль.

## Инфраструктура
Костёл Вознесения Пресвятой Девы Марии (построен в 1865 году), отреставрированная усадьба, почта, амбулатория, две школы — с преподаванием на польском языке (основана в 1781 году) и на литовском (с 1992 года), детский сад, библиотека, предприятия по обработке металлических изделий („LT Technologijos“) и изготовлению рекламы („Litpolstar“).
На окраине располагается городище Майшягала (Maišagalos piliakalnis), известный также как замок Боны (Bonos pilis). В 9 км на запад от Майшягалы находится деревня Вайгелишки.